# Matt Milano
(en) Statistiques sur pro-football-reference
Matthew Vincent Milano (né le 28 juillet 1994 à Orlando en Floride) est un joueur professionnel américain de football américain, évoluant au poste de linebacker pour la franchise des Bills de Buffalo de la National Football League (NFL).
Précédemment, il a joué au niveau universitaire pour le compte des Eagles représentant l'université Boston College.

## Biographie

### Jeunesse
Matt Milano est le fils de Janet et Mike Milano. Il a un frère, Michael, et une sœur, Gina. Il fréquente la Dr Phillips High School à Orlando en Floride où il joue pour les Panthers.
Alors qu'il voit une action limitée dans l'équipe de football au cours de sa deuxième saison, en 2010, lorsqu'il enregistre six plaquages lors de la course des Panthers au match de championnat d'État, Matt Milano atteint le statut légendaire de safety junior lorsqu'il mène la défense des Panther avec 123 plaquages, dont 17 pour perte, et dévie dix passes qui lui valent les honneurs des sélections All-Central Florida et All-State,.
Lors de son année senior, pour la deuxième année consécutive, Milan enregistré 100 plaquages dont 18 for loss et occupe la première place de l'équipe à égalité pour les interceptions (4) et les déviations de passe (14) tout en menant les Panthers à la demi-finale de l'État. Ses performances sur le terrain lui valent les honneurs All District, All-Metro West et All-Central Florida ainsi que la première équipe All-State. Après la saison, Matt est nommé Joueur défensif de l'année en Floride centrale par Orlando Sentinel, ainsi que Joueur défensif de l'année pour le comté d'Orange par Bright House Sports Network (en).

### Carrière universitaire
En 2013, Matt Milano reçoit une bourse au sein de l'université Boston College où il joue pour les Eagles.
Il fait ses débuts lors de la victoire à domicile contre les Wildcats de l'université Villanova. Le 16 novembre, contre le Wolfpack de l'université d'état de Caroline du Nord, il réalise pour la première fois, deux plaquages dans un même match. Au cours de son année freshman, il dispute quatre matchs et termine la saison avec cinq plaquages dont quatre en solo.
Comme sophomore en 2014, il joue 7 matchs pour le compte des Eagles. Il est membre de la défense de BC laquelle se classe deuxième du pays, n'accordant que 94,5 yards au sol par match. Il enregistre cinq plaquages au total dont quatre en solo et un premier sack en carrière pour une perte de trois yards, au cours de la victoire 37 à 31 sur les Trojans de l'université du Sud de la Californie,. Le 27 décembre, les Eagles sont invités pour jouer le Pinstripe Bowl. Milano y réussi quatre plaquages en solo plus un fumble recouvert malgré la défaite 30 à 31 en double prolongation contre les Nittany Lions de l'université d'État de Pennsylvanie. Il termine la saison avec 18 plaquages dont 15 en solo (dont trois for loss).
Au cours de la saison 2015 et de son année junior, il dispute les douze matchs des Eagles dont onze comme titulaire toujours au poste de linebacker. Il reçoit une mention honorable dans l'équipe All-America de Pro Football Focus. Il est sélectionné dans la troisième équipe All-ACC des entraîneurs et de Phil Steele. Il reçoit également une mention honorable dans l'équipe All-ACC ACSMA. Il termine la saison avec 60 plaquages dont 48 en solo (17,5 for loss), 6,5 sacks, trois passes déviées, deux fumbles forcés et un recouvert.
Les honneurs continuent lors de sa saison senior en 2016 puisqu'il reçoit une mention honorable All-ACC par les entraîneurs de la ligue et les médias de la conférence. Il joue les treize matchs des Eagles totalisant 59 plaquages dont 42 en solo (12 for loss). Le 19 novembre, lors de la victoire 30-0 contre les Huskies de l'université du Connecticut, il réalise sa première interception en carrière qu'il retourne pour un touchdown de 19 yards (également le premier de sa carrière). En fin de saison, les Eagles sont invités au Quick Lane Bowl.  Milano y réussi trois plaquages dont un en solo et 1,5 sacks.

### Carrière professionnelle
Milano assiste au NFL Scouting Combine à Indianapolis, dans l'Indiana, et réalise les exercices suivants :
| Taille             | Poids           | Bras           | Main              | Sprint   | Sprint   | Sprint   | Shuttle 20 yards | 3 cones drill | Détente        | Détente             | Développé couché | Test Wonderlic |
| Taille             | Poids           | Bras           | Main              | 40 yards | 10 yards | 20 yards | Shuttle 20 yards | 3 cones drill | verticale      | horizontale         | Développé couché | Test Wonderlic |
| 6 ft 0 in (1,83 m) | 223 lb (101 kg) | 32 in (0,81 m) | 9 in 3⁄8 (0,24 m) | 4,67 s   | 1,65 s   | 2,72 s   | -                | -             | 35 in (0,89 m) | 10 ft 5 in (3,18 m) | 24 reps          |                |

#### Bills de Buffalo (depuis 2017)
Les Bills de Buffalo le sélectionnent en 163e choix global lors du cinquième tour de la draft 2017 de la NFL. Le choix utilisé est donné par les Patriots de la Nouvelle-Angleterre en guise de compensation, les Patriots ayant signé l'agent libre restreint Mike Gillislee. Il est le premier des deux linebackers sélectionnés par les Bills, avec Tanner Vallejo (en) de l'université d'état de Boise.
Le 11 mai 2017, les Buffalo Bills signent Milano pour un montant de 2,66 millions de dollars répartis sur quatre ans, assorti d'une prime à la signature de 261 506 $.

##### Saison 2017
Tout au long du camp d'entraînement de la saison 2017, Milan rivalise avec les vétérans Ramon Humber et Gerald Hodges (en) pour le poste de linebacker. L'entraîneur-chef Sean McDermott nomme Milano réserviste derrière Humber, pour commencer la saison régulière.
Le 8 octobre, Milano fait ses débuts comme titulaire en carrière et enregistre quatre plaquages lors d'une défaite de 20-16 face aux Bengals de Cincinnati. Il est titularisé à la place du linebacker latéral Ramon Humber, inactif en raison d'une fracture à la main subie la semaine précédente. Le 22 octobre, pour sa deuxième titularisation consécutive, il accumule cinq plaquages combinés, deux plaquages pour perte et une déviation de passe, et enregistre sa première interception en carrière, une passe du quarterback Jameis Winston, lors de la victoire 30-27 des Bills sur les Buccaneers de Tampa Bay. Il inscrit 15 yards et a reçoit le ballon du match de l'entraîneur-chef Sean McDermott. Au cours de la semaine 8, Milan récolte quatre plaquages combinés et marque son premier touchdown en carrière lors de la victoire de 34-14 contre les Raiders d'Oakland. Au deuxième quart-temps du match, le cornerback Leonard Johnson (en) contraint le running back DeAndré Washington (en) au fumble, récupéré par Milano, qui le retourne sur 40 yards pour un touchdown. La semaine suivante, Humber reprend son rôle de linebacker et Milano revient dans un rôle de réserve.
Le 10 décembre, Milano est nommé linebacker titulaire à la place de Humber et enregistre onze plaquages combinés, un sommet dans la saison, lors d'une victoire 13-7 contre les Colts d'Indianapolis. Le lendemain, le coordinateur de la défense, Leslie Frazier (en), déclare que Milan resterait titulaire « en l'absence de circonstances imprévues », Lors d'un match de la 17e semaine aux Dolphins de Miami, une victoire 22-16, Milan enregistre six plaquages combinés, mais doit finalement quitter le terrain après avoir été blessé aux ischio-jambiers.
Il est classé comme inactif et ne participe pas à la défaite (10-3) subie en Wildcard AFC chez les Jaguars de Jacksonville. Milano termine sa saison rookie avec 49 plaquages combinés (32 en solo), deux déviations de passe, une interception et une récupération de fumble en 16 matchs dont cinq comme titulaire.
En 2017, Pro Football Focus le classe troisième parmi les linebackers rookies, derrière Reuben Foster (en) (90,7) et Zach Cunningham (80,6).

##### Saison 2018
Durant la saison 2018, au cours de la 3e semaine, Milan enregistre un sack, une interception, un fumble adverse recouvert, deux passes défendues et huit plaquages lors de la victoire (27-6) sur les Vikings du Minnesota, ce qui lui vaut le titre de Joueur défensif de la semaine dans l'AFC. En 14e semaine, Milano subit une fracture du péroné entraînant une opération chirurgicale qui met fin à sa saison. Il est placé dans la réserve des blessés le 11 décembre 2018.
Il termine sa saison (13 matchs joués) avec un bilan de 78 plaquages dont 52 en solo, un sack, sept passes défendues et trois interceptions.

##### Saison 2019
Bien remis de sa fracture de la jambe de la semaine 15 de la saison 2018, Milano participe normalement au camp d'entraînement de pré-saison. Il commence bien la saison en semaine 1, une victoire 17-16 contre les Jets de New York en accumulant 9 plaquages combinés, dont un « for loss ». En semaine 5, contre les Titans du Tennessee, il est obligé de quitter le jeu à cause d'une blessure aux ischio-jambiers. Il reprend lors de la semaine 8, contre les Eagles de Philadelphie et réalise 13 plaquages combinés, dix en solo. Milano réalise son premier sack de la saison sur Baker Mayfield, des Browns de Cleveland en semaine 10, en y ajoutant sept plaquages combinés. Son premier, et seul fumble forcé de la saison, vient en quinzième semaine, lors d'une victoire 17-10 contre les Steelers de Pittsburgh. Pendant la semaine 16, contre les Patriots de la Nouvelle-Angleterre, il a son second match en 2019 de plus de dix plaquages (12).

## Statistiques

### Statistiques universitaires
| Année                           | Équipe                          | Statut                          | MJ |       | Plaquages | Plaquages | Plaquages | Plaquages |       | Interceptions | Interceptions | Interceptions | Interceptions |  | Fumbles | Fumbles |
| Année                           | Équipe                          | Statut                          | MJ | Total | Seul      | Ast.      | Sacks     | Nb.       | Yards | Déf.          | TD            | Nb.           | Rec.          |  |         |         |
| 2013                            | Eagles de Boston College        | FR                              | 4  | 5     | 4         | 1         | 0         | 0         | 0     | 0             | 0             | 0             | 0             |  |         |         |
| 2014*                           | Eagles de Boston College        | SO                              | 7  | 18    | 15        | 3         | 1         | 0         | 0     | 1             | 0             | 0             | 2             |  |         |         |
| 2015                            | Eagles de Boston College        | JR                              | 12 | 58    | 46        | 12        | 6,5       | 0         | 0     | 3             | 0             | 2             | 1             |  |         |         |
| 2016*                           | Eagles de Boston College        | SR                              | 13 | 59    | 42        | 17        | 6,5       | 1         | 19    | 2             | 1             | 0             | 2             |  |         |         |
| Totaux en NCAA (Boston College) | Totaux en NCAA (Boston College) | Totaux en NCAA (Boston College) | 36 | 140   | 107       | 33        | 14        | 1         | 19    | 6             | 1             | 2             | 5             |  |         |         |

*matchs de Bowl inclus

### Statistiques NFL

#### Saison régulière
| Année                           | Équipe                          | MJ |       | Plaquages | Plaquages | Plaquages | Plaquages |       | Interceptions | Interceptions | Interceptions | Interceptions |  | Fumbles | Fumbles |
| Année                           | Équipe                          | MJ | Total | Seul      | Ast.      | Sacks     | Nb.       | Yards | Déf.          | TD            | Nb.           | Rec.          |  |         |         |
| 2017                            | Bills de Buffalo                | 16 | 49    | 32        | 17        | 0,0       | 1         | 15    | 2             | 0             | 1             | 1             |  |         |         |
| 2018                            | Bills de Buffalo                | 13 | 78    | 52        | 26        | 1,0       | 3         | 41    | 7             | 0             | 0             | 3             |  |         |         |
| 2019                            | Bills de Buffalo                | 15 | 100   | 64        | 36        | 1,5       | 0         | 0     | 9             | 0             | 1             | 1             |  |         |         |
| Totaux en NFL et chez les Bills | Totaux en NFL et chez les Bills | 44 | 227   | 148       | 79        | 2,5       | 4         | 56    | 18            | 0             | 2             | 5             |  |         |         |

#### Éliminatoires
| Année                           | Équipe                          | MJ |       | Plaquages | Plaquages | Plaquages | Plaquages |       | Interceptions | Interceptions | Interceptions | Interceptions |  | Fumbles | Fumbles |
| Année                           | Équipe                          | MJ | Total | Seul      | Ast.      | Sacks     | Nb.       | Yards | Déf.          | TD            | Nb.           | Rec.          |  |         |         |
| 2019                            | Bills de Buffalo                | 1  | 12    | 8         | 4         | 0,0       | 0         | 0     | 0             | 0             | 0             | 0             |  |         |         |
| Totaux en NFL et chez les Bills | Totaux en NFL et chez les Bills | 1  | 12    | 8         | 4         | 0,0       | 0         | 0     | 0             | 0             | 0             | 0             |  |         |         |